# 文錦渡（新屋嶺村）巴士總站
文錦渡（新屋嶺村）巴士總站（英語：Man Kam To (San Uk Ling Village) Bus Terminus）是位於香港新界北區文錦渡的巴士總站。位於文錦渡路新屋嶺對出燈柱。現時有1條巴士路線此處為總站。

## 歷史
- 1977年3月1日：73線每日早上至黃昏延長至本站。
- 1982年12月24日：73A線投入服務。
- 1983年7月16日：73A線更改名稱為73K線。
- 2016年1月4日：因應香港政府實施第3階段縮減邊境禁區範圍，本總站被剔出邊境禁區範圍，所有民眾均可前往該總站。

## 總站路線資料

### 九龍巴士73K線
- 上水 ↔ 文錦渡（新屋嶺村）

由九龍巴士營運的一條路線，提供上水及石湖墟往來文錦渡的巴士服務路線。1982年12月24日由73線分拆出來，編號為73A；再於1983年7月16日配合當時的九廣鐵路全面電氣化更改名稱為73K。

## 鄰近地點
- 文錦渡管制站
- 新屋嶺
- 香港海關貨物出境檢查大樓
- 文錦渡警崗